# Johann Gottlieb Friedrich von Bohnenberger
Pour les articles homonymes, voir Bohnenberger.

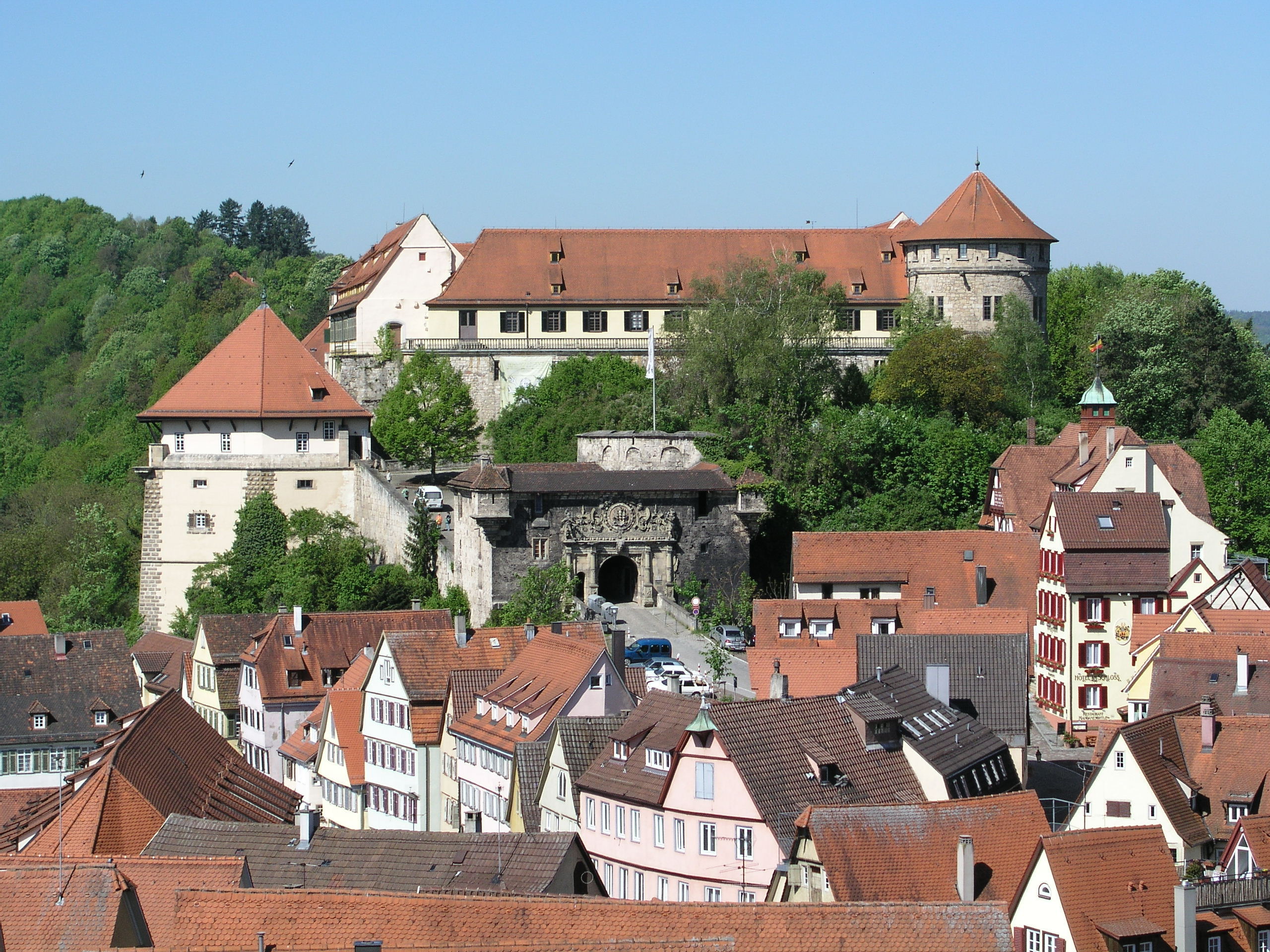
Le château Hohentübingen, résidence de l'astronome Bohnenberger.

Johann Gottlieb Friedrich von Bohnenberger (né le 5 juin 1765 à Simmozheim dans le duché de Wurtemberg et décédé le 19 avril 1831) est un astronome, mathématicien et physicien wurtembergeois. Il décrivit et construisit les premiers gyroscopes, toupies composites suspendues « à la Cardan », au moyen desquelles il mit en évidence la précession de l'axe terrestre (1817).

## Biographie

### Jeunesse
Johann Gottlieb Friedrich von Bohnenberger est le fils du pasteur et fabricant Gottlieb-Christoph Bohnenberger. Le père et le fils sont les inventeurs de toupies à mouvement composite, appelées machines Bohnenberger dans le monde germanophone.
Bohnenberger étudia la théologie à l’université de Tübingen et devint vicaire en 1789 ; mais bientôt il en revint à ses premiers centres d'intérêt, les sciences physiques. Il fabriqua dans le petit atelier paternel un quadrant en bois au moyen duquel il parvint à estimer assez précisément la latitude d’Altburg. Simultanément il s'intéressait à l’estimation des incertitudes instrumentales : il détermina ainsi l'intervalle des valeurs d'angle mesurées avec un sextant anglais de Ramsden. Ces mesures forment la matière de son « Introduction à la géolocalisation perfectionnée par l'emploi du sextant à miroir » (Anleitung zur geographischen Ortsbestimmung vorzüglich vermittelst des Spiegelsextanten, 1795). Ce premier essai, où il s'attaquait à un sujet encore réputé difficile, le fit connaître dans le monde savant. Il se forma à l'astronomie auprès de Franz Xaver von Zach à l'observatoire de Gotha, et dès 1796 se vit proposer une place d'astronome-adjoint à l'observatoire de Tübingen (de). Deux ans plus tard, il était nommé professeur surnuméraire de mathématiques à l’université de Tübingen et devint professeur titulaire en 1803. Depuis 1797 il était membre correspondant de l'Académie des sciences de Göttingen, en 1809 de l’Académie bavaroise des sciences et en 1826 de l’Académie royale des sciences de Prusse. En 1817, il découvrit l'Effet gyroscopique,.

### Les sciences à l'université de Tübingen au temps de Bohnenberger
L’ouverture de la première faculté de sciences physiques (au sens où l'on entend ce mot aujourd'hui) à Tübingen coïncide avec la période Bohnenberger. Dès la Réforme, il est vrai, la Faculté des Arts de Tübingen a créé en 1535 une chaire dont le titulaire a à charge d'enseigner les Physica : il s’agit d’initier les jeunes théologiens à la philosophie naturelle ; mais aucun titulaire de cette chaire n’a apporté de contribution significative à la Physique au sens moderne. Cette chaire est supprimée en 1687, puis rétablie au XVIIIe siècle.
En 1803, l’université fait aménager quelques pièces du château de Haut-Tübingen pour y loger l’astronome Bohnenberger, ce qui constitue un énorme progrès pour l’observatoire. On laisse même à Bohnenberger la jouissance de la tour d'angle au sommet de laquelle se trouve l’observatoire proprement dit. Pour abriter une nouvelle lunette astronomique, il fait construire, sans doute à ses frais, un pavillon circulaire équipé d'un dôme ouvrant dans le jardin face au château : le maître des lieux avait déjà réalisé des gains importants à ce moment.
La création du Royaume, en 1806, met un terme à l'université en tant que corporation financièrement autonome : elle est désormais entièrement subventionnée sur le Trésor de l’État. La poursuite des travaux d'aménagement favorise l'épanouissement de nouvelles sciences expérimentales comme la Physique, pour lesquels Bohnenberger fabrique et perfectionne de nombreux instruments.

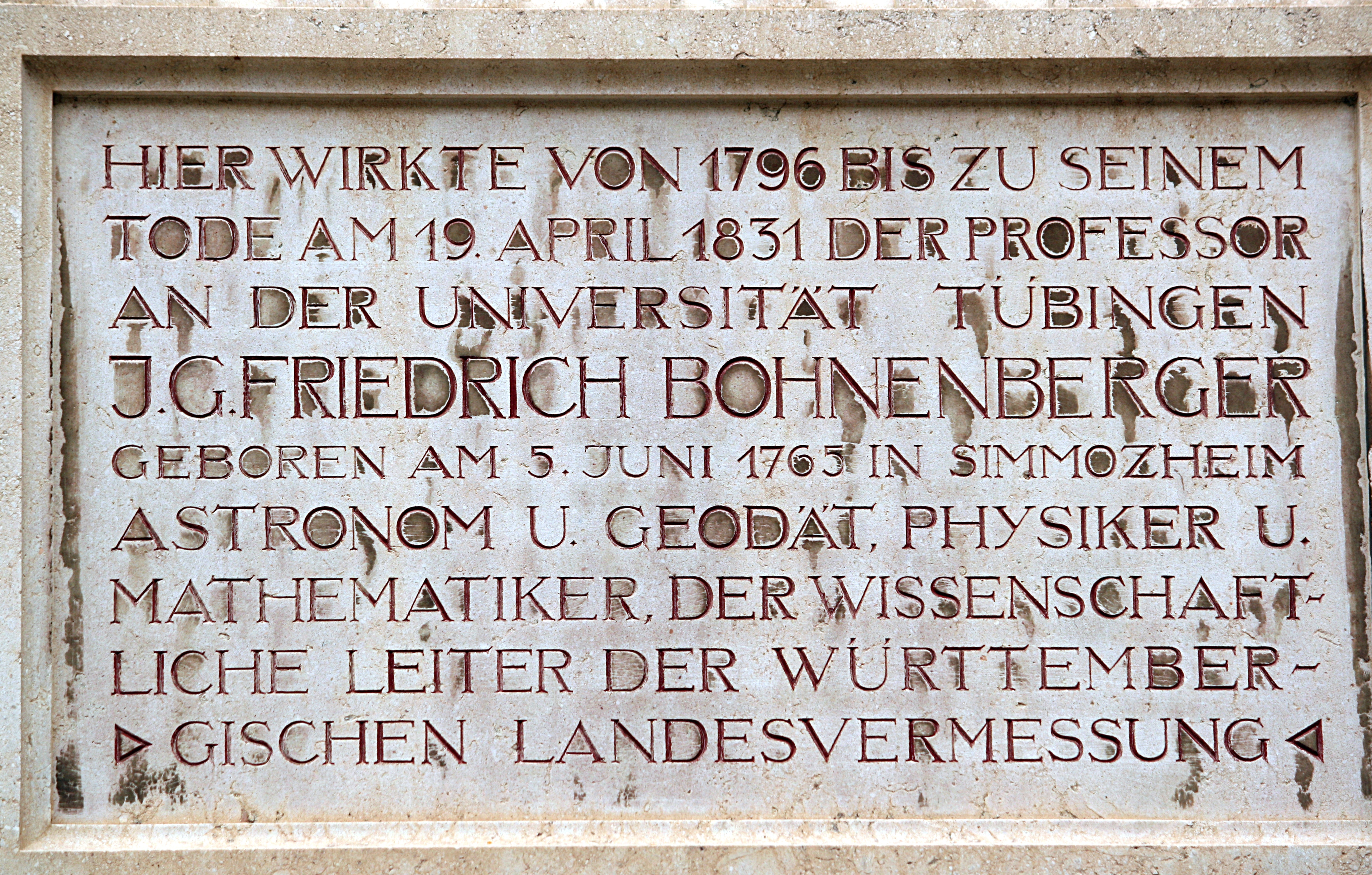
Plaque commémorative dans la cour intérieure du château de Hohentübingen, où von Bohnenberger a mené ses recherches.

### Conséquences
Johann-Gottlieb von Bohnenberger meurt le 19 avril 1831 à Tübingen, après 33 années d'enseignement à l'université. En hommage à ce pionnier de la géodésie, des sciences physiques et de l'astronomie en Allemagne, on compose ainsi son épitaphe : 
Die Sternwarte ist jetzt verwaist
seit Bohnenberger den Himmel selbst bereist.
Sa chaire d'université à Tübingen est reprise en 1832 par le physicien Johann Gottlieb Nörrenberg. Les ruines de l'observatoire sont rasées en 1955, mais on a reconstruit la coupole de la tour du château.

## Recherches et inventions

### Le cadastre du royaume de Wurtemberg
Bohnenberger s'attache à perfectionner les goniomètres par l'analyse mathématique. Comme Carl Friedrich Gauss, avec lequel il est en correspondance, il se consacre ensuite plus particulièrement à la triangulation du relief. Il accomplit le nivellement scientifique du Wurtemberg depuis les fortifications du château de Hohentübingen, adoptant comme référence altimétrique son propre bureau, dans la tour nord-est, d'où il domine la ville. Encore aujourd’hui, plusieurs levés cadastraux du Wurtemberg se réfèrent à ce point. Par la suite, il entreprend un second nivellement du royaume de Wurtemberg en adoptant comme référence altimétrique l'observatoire de Tübingen et pour droite de référence la vallée de l’Ammertal.
Plusieurs sources,, attribuent à Bohnenberger la réalisation de pendules réversibles (après Prony et avant Kater).

### Bohnenberger et le gyroscope

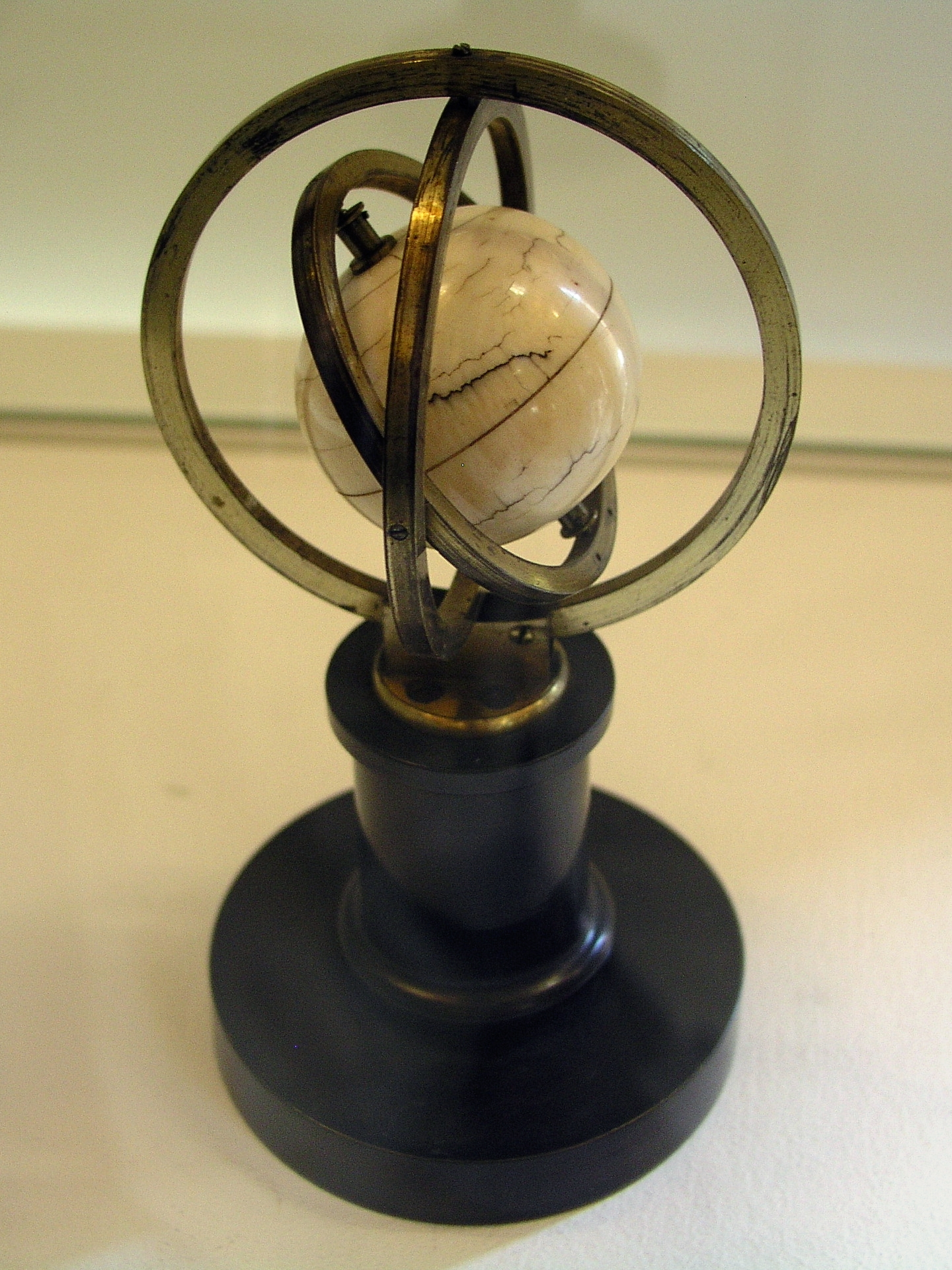
Machine de von Bohnenberger (vers 1810).

C'est en s'inspirant de la suspension à la cardan de la machine de Bohnenberger (1810), avec laquelle l'astronome allemand voulait mettre en évidence la précession de l'axe terrestre connue depuis l'Antiquité, qu'en 1852 Léon Foucault fait fabriquer son gyroscope : ce dernier cherche, lui, à montrer la rotation propre de la Terre,.

Note : Les instruments de navigation du XXe siècle, tels le gyrocompas, le calculateur d'estime et l’horizon artificiel, se fondent plutôt sur le gyroscope de Foucault de 1852. Les possibilités pratiques ouvertes par cet instrument furent reconnues en 1907 par Hermann Anschütz-Kaempfe. L'attribution de la paternité des inventions ne va pas sans difficultés, comme l'a montré la querelle juridique opposant en 1914 l'Allemand Anschütz-Kæmpfe à l'Américain Sperry, qui fut arbitrée entre autres par Albert Einstein.
C'est à l'aide de gyroscopes extrêmement précis qu'on s'est proposé en 2004 de vérifier certaines prédictions de la Relativité générale sur la courbure de l'espace, avec la mission satellitaire Gravity Probe B. Il ne s'agissait d'ailleurs pas seulement de détecter une courbure de l'espace – liée à la seule présence de la Terre – mais de mettre en évidence l'influence de la rotation de la Terre sur cette courbure, appelée « effet Lense-Thirring », propos très voisin de celui de Bohnenberger (mettre en évidence la précession).
Quatre des volants d'inertie suspendus à la Cardan supportaient par exemple le correcteur de position et le correcteur automatique de trajectoire de la Station spatiale internationale (réparés dans le cadre de la mission STS-114)
Fin 2004, un chercheur de l'université de l'Université Eberhard-Karl de Tübingen, le Dr Alfons Renz, a retrouvé dans le compendium de physique du lycée Kepler de Tübingen le plus ancien gyroscope Bohnenberger connu, fait de laiton et d'ivoire.

### Invention de l'électroscope

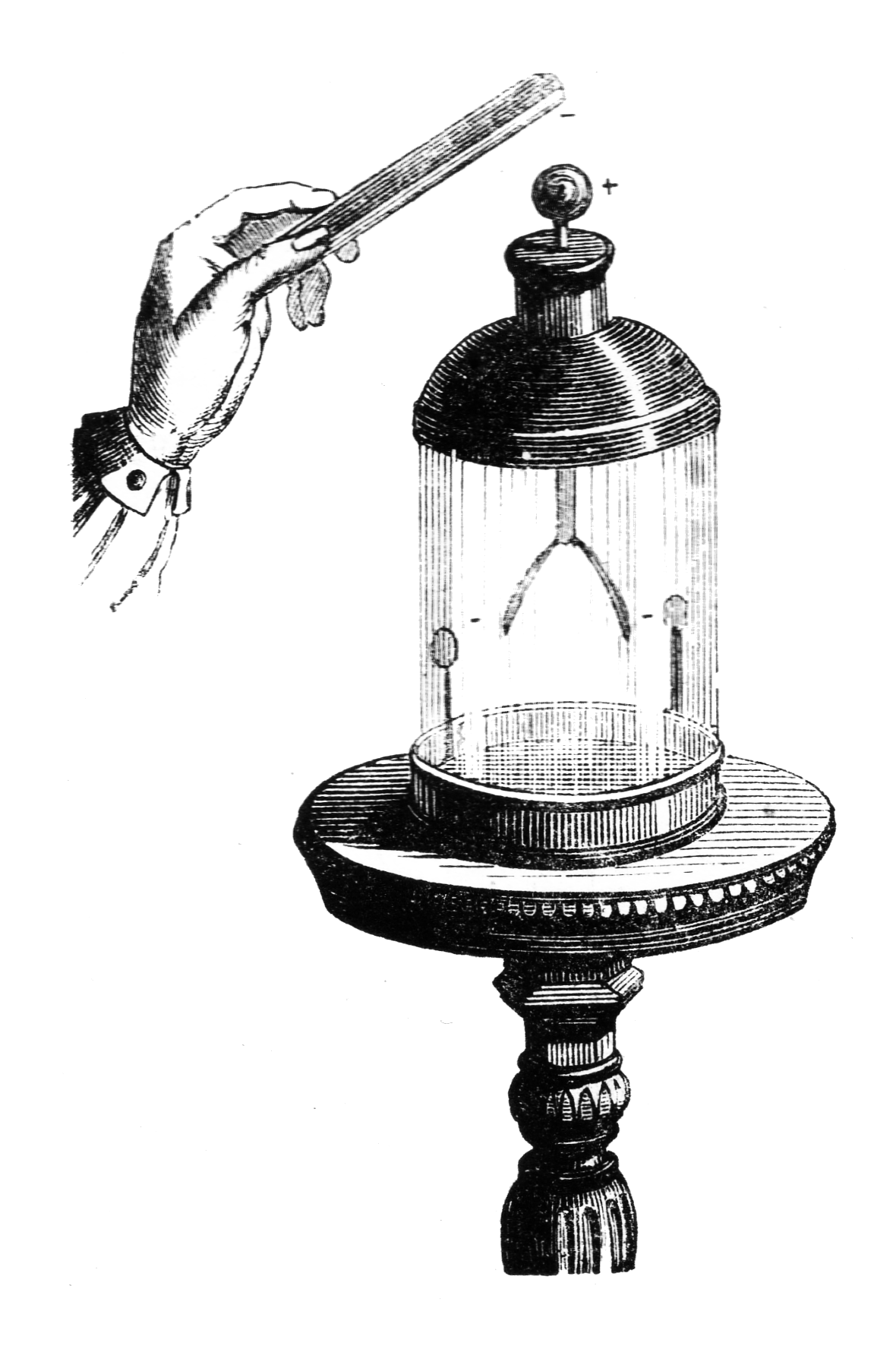
Électroscope mis au point par von Bohnenberger.

Contrairement à l'instrument imaginé par Alessandro Volta, Bohnenberger développa un électroscope à platine d'or suspendue entre deux électrodes qui permettait non seulement de déterminer l'orientation des charges, mais aussi leur polarité (positive ou négative).

## Publications
- Anleitung zur geographischen Ortsbestimmung (1795)
- Astronomie (1811)
- Anfangsgründe der höhern Analysis (1812)

Un cratère lunaire porte aujourd'hui son nom.